# Klaus Wittstadt
Klaus Wittstadt (* 17. April 1936 in Fulda; † 2. März 2003 in Münster) war ein deutscher Kirchenhistoriker. Er war Inhaber des Lehrstuhls für Kirchengeschichte des Mittelalters und der Neuzeit an der Universität Würzburg.

## Leben und Wirken
Klaus Wittstadt studierte ab 1957 die Fächer Geschichte, Germanistik, Philosophie und Theologie an der Universität Frankfurt am Main. Gefördert wurde er von Johannes Hirschberger. In Frankfurt am Main wurde er 1962 mit einer von Otto Vossler betreuten Arbeit zum Fuldaer Fürstabt Placidus Droste promoviert. Ein Jahr später beendete er das Lehramtsstudium mit dem ersten Staatsexamen. Am 1. November 1964 wurde er wissenschaftlicher Assistent am Römischen Institut der Görresgesellschaft. Im Juni 1967 folgte das zweite Staatsexamen für das Lehramt an Gymnasien. Im Jahr 1971 erwarb er den theologischen Doktorgrad mit einer kirchengeschichtlichen Arbeit zu Nuntius Attilio Amalteo und die Kölner Nuntiatur im frühen 17. Jahrhundert. Grundlage für diese Arbeit war ein Forschungsaufenthalt von 1964 bis 1967 am Vatikanischen Archiv in Rom.
Im November 1970 wurde Wittstadt zum Akademischen Rat ernannt und bereits am 15. November 1971 zum Akademischen Oberrat befördert. Wittstadt habilitierte sich 1972 mit einer Reihe von Einzelstudien zur kirchlichen Landesgeschichte des 16. und 17. Jahrhunderts. Den Lehrstuhl für Fränkische Kirchengeschichte in Würzburg übernahm er 1973 und hatte diesen bis 1998 inne. Im Jahr 1984 wurde sein Lehrstuhl um das Teilgebiet der Kirchengeschichte der Neuesten Zeit erweitert. Er wechselte 1999 im Zuge der Umstrukturierung der Universität auf den Lehrstuhl für Kirchengeschichte des Mittelalters und der Neuzeit. In der akademischen Selbstverwaltung übernahm er zahlreiche Ämter. Er war Vorsitzender des Katholisch-Theologischen Fakultätentages, Dekan (1989–1991), mehrere Jahre Prodekan (1991–1995), Senatsmitglied sowie Mitglied der Haushaltskommission der Universität.
Bleibende Verdienste erwarb er sich für die Würzburger Bistumsgeschichte. Zahlreiche Arbeiten legte er über die Diözese Würzburg und die Würzburger Theologische Fakultät in der NS-Zeit vor. Er veröffentlichte Aufsätze über Heinrich Leier, Bischof Matthias Ehrenfried, Georg Häfner. Außerdem entstand durch seine NS-Forschungen in Zusammenarbeit mit Dieter Albrecht ein kommentierter Quellenband mit den Regierungspräsidentenberichten aus Unterfranken von 1933 bis 1945. Der 1981 erschienene Band wurde zum Standardwerk. Die Forschungen konzentrierten sich in seinen letzten Lebensjahren auf das Zweite Vatikanische Konzil und dabei vor allem auf Julius Döpfner und Papst Johannes XXIII. Mit Giuseppe Alberigo gab er 1992 einen Sammelband mit Einzelforschungen zu Papst Johannes XXIII. heraus. Im Jahr 2001 veröffentlichte er zu Döpfner eine wissenschaftliche Biographie und einen Bildband. Wittstadt war Herausgeber der ersten drei Bände der Geschichte des Zweiten Vatikanischen Konzils, die zwischen 1997 und 2002 erschienen sind. Er gab seit 1982 die Reihe Quellen und Forschungen zur Geschichte des Bistums und des Hochstifts Würzburg heraus. Unter seiner Verantwortung erschienen 28 Bände. Außerdem gab er die Würzburger Diözesangeschichtsblätter heraus. Er wurde nach dem Tod von Theodor Kramer am 5. Juni 1980 Erster Vorsitzender des Würzburger Diözesangeschichtsvereins und am 1. Januar 1982 wissenschaftlicher Leiter des Würzburger Diözesanarchivs.
Ihm wurden zahlreiche Ehrungen verliehen. Er wurde 1980 zum Honorarprofessor an der Universität Frankfurt ernannt. 1983 wurde er Ehrenmitglied der KDStV Cheruscia Würzburg. Für den Aufbau eines theologischen Studiums für katholische Religionslehrer nach der Wende wurde er an der Technischen Universität Dresden 1999 mit der Ernennung zum Honorarprofessor gewürdigt. Ihm wurde die Liborius-Wagner-Plakette des Bistums Würzburg 1981, der Päpstliche Gregoriusorden 1996 sowie das Bundesverdienstkreuz am Bande 1987 und das Bundesverdienstkreuz 1. Klasse 1993 verliehen. Er wurde zum 60. und 65. Geburtstag mit zwei Festschriften geehrt.
Wittstadt heiratete 1966 in Münster eine Studienrätin. Aus der Ehe ging ein Sohn hervor.

## Schriften (Auswahl)
Monographien
- Julius Kardinal Döpfner (1913–1976). Anwalt Gottes und der Menschen. Don Bosco, München 2001, ISBN 3-7698-1124-0.
- Der heilige Kilian. Mönch – Missionar – Märtyrer. Echter Verlag, Würzburg 1989, ISBN 3-429-01215-5.
- Würzburger Bischöfe 742–1979. Echter, Würzburg 1979, ISBN 3-429-00628-7.
- Placidus von Droste. Fürstabt von Fulda (1678–1700). Ein Beitrag zur Geschichte des Hochstifts Fulda (= Veröffentlichung des Fuldaer Geschichtsvereins. Band 39). Parzeller, Fulda 1963.

Herausgeberschaften
- 1000 Jahre Translatio Sancti Burkardi. Zur Bedeutung von St. Burkard in Würzburg. Echter, Würzburg 1986, ISBN 3-429-01044-6.
- Geschichte des Zweiten Vatikanischen Konzils (1959–1965). 5 Bde., Grünewald, Mainz; Peeters, Leuven 1997 ff, ISBN 3-7867-1946-2.

Quelleneditionen
- Die kirchliche Lage in Bayern nach den Regierungspräsidentenberichten 1933–1943. VI. Regierungsbezirk Unterfranken 1933–1944 (= Veröffentlichungen der Kommission für Zeitgeschichte: Reihe A, Quellen. Band 31). Matthias-Grünewald-Verlag, Mainz 1981, ISBN 3-7867-0886-X.
- mit Paul-Werner Scheele: Paul-Werner Scheele: Georg Häfner. Priester und Opfer. Briefe aus der Haft. Gestapodokumente. 2., ergänzte Auflage. Echter, Würzburg 2011, ISBN 978-3-429-00838-3.